# PZ Myers
Paul Zachary "PZ" Myers (1957) es un profesor estadounidense de biología de la University of Minnesota Morris y autor del blog de ciencia Pharyngula.
Estudia la especie Danio rerio en el campo de biología evolutiva del desarrollo, así como a los cefalópodos. Ha realizado numerosas publicaciones de investigación en Nature y otras notables revistas científicas.
Es un crítico público del diseño inteligente y del movimiento creacionista en general y es un activista en el medio estadounidense de controversia creación-evolución.
En el 2006, la revista Nature enlistó su blog Pharyngula, como el blog mejor posicionado escrito por un científico. Adicionalmente, PZ Myers recibió el premio de Humanista del Año el 2009.
El asteroide 153298 Paulmyers fue nombrado así en su honor.
Myers aparece en uno de los vídeos musicales que componen la obra Symphony of Science de John Boswell: «The Poetry of Reality (An Anthem for Science)».

## Controversia
En 2013, fue entrevistado por el apologista cristiano Ray Comfort para el video "Evolución vs. Dios". Después de que se le preguntara por una evidencia observable sobre cambios de tipos de especies y se entrara en el debate, Myers llegó a asegurar que "los seres humanos todavía son peces."